# Opactwo Payerne
Opactwo Payerne (fr. Abbaye de Payerne) – częściowo zachowany klasztor w Payerne, w kantonie Vaud w Szwajcarii.

## Historia
Klasztor został ufundowany około 962 r. w Królestwie Górnej Burgundii, prawdopodobnie przez cesarzową Adelajdę jako miejsce pamięci w miejscu pochówku jej matki królowej Berty Szwabskiej, która współfinansowała powstanie klasztoru. Został on podporządkowany opactwu w Cluny jako jeden z pierwszych klasztorów filialnych. Był bogato wyposażony przez królów Burgundii i cesarzy i posiadał rozległy majątek ziemski. W 1033 r. Konrad II Salicki został koronowany na króla Burgundii w klasztorze Payerne.
W XIII wieku Payerne znalazło się pod wpływem książąt sabaudzkich. Stopniowy upadek klasztoru rozpoczął się w XIV wieku i nie powstrzymało go nawet nadanie mu rangi opactwa przez antypapieża Feliksa V w 1444 r. W 1536 r. Payerne przeszło pod panowanie berneńskie, a wprowadzona wówczas reformacja spowodowała kasatę opactwa i zniszczenie lub przebudowanie zabudowań klasztornych. Opuszczony kościół opactwa zawdzięczał swoje przetrwanie przeznaczeniu go na cele świeckie (magazyn w XVII i XVIII wieku, koszary, gimnazjum, więzienie i archiwum w XIX wieku). Budynek został objęty ochroną pod koniec XIX wieku, a prace konserwatorskie rozpoczęto na początku XX wieku. Z dawnych budynków klasztornych na południe od kościoła opactwa zachował się tylko dom kapituły z początku XVI wieku.

## Opis
Dawny kościół opactwa jest przykładem architektury kluniackiej i największym zachowanym kościołem romańskim w Szwajcarii. To bazylika trójnawowa z transeptem i półkolistą absydą. Nawa zamknięta jest przedsionkiem (z freskami z Sądu Ostatecznego z XIII wieku) i kaplicą św. Michała na piętrze. Od wschodu znajduje się Kaplica Zmartwychwstania Pańskiego ozdobiona malowidłami ściennymi z XIII wieku (Zwiastowanie, Boże Narodzenie, Modlitwa na Górze Oliwnej i Wniebowstąpienie). Wieża została przebudowana w stylu gotyckim po pożarze w XVI wieku. Bazylika ma 67 m długości. Wysokość nawy głównej wynosi od 14 do 15,2 m, wysokość chóru wynosi 16,8 m, a wysokość do szczytu wieży wynosi 63,4 m.

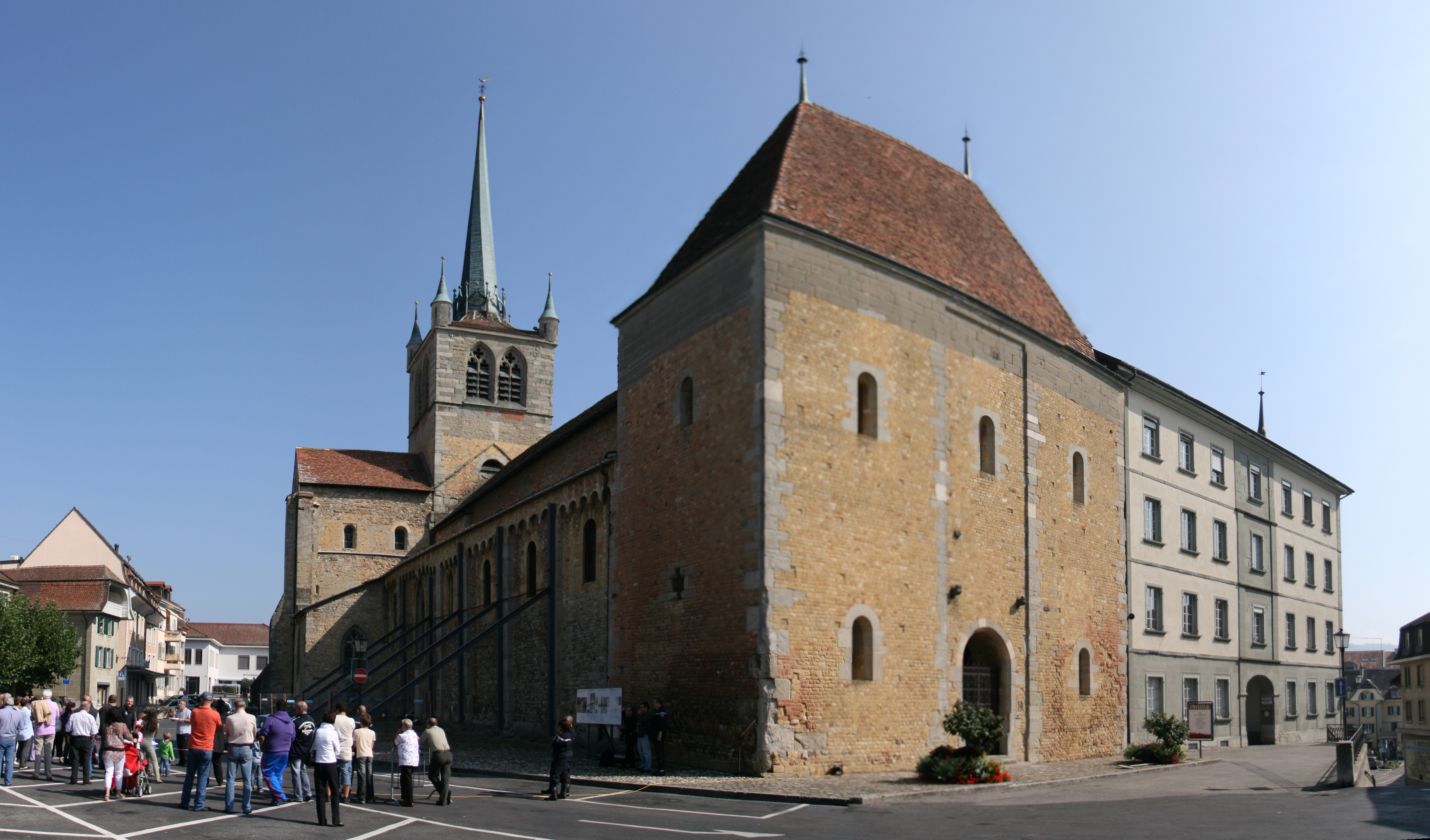
Widok kościoła od strony przedsionka
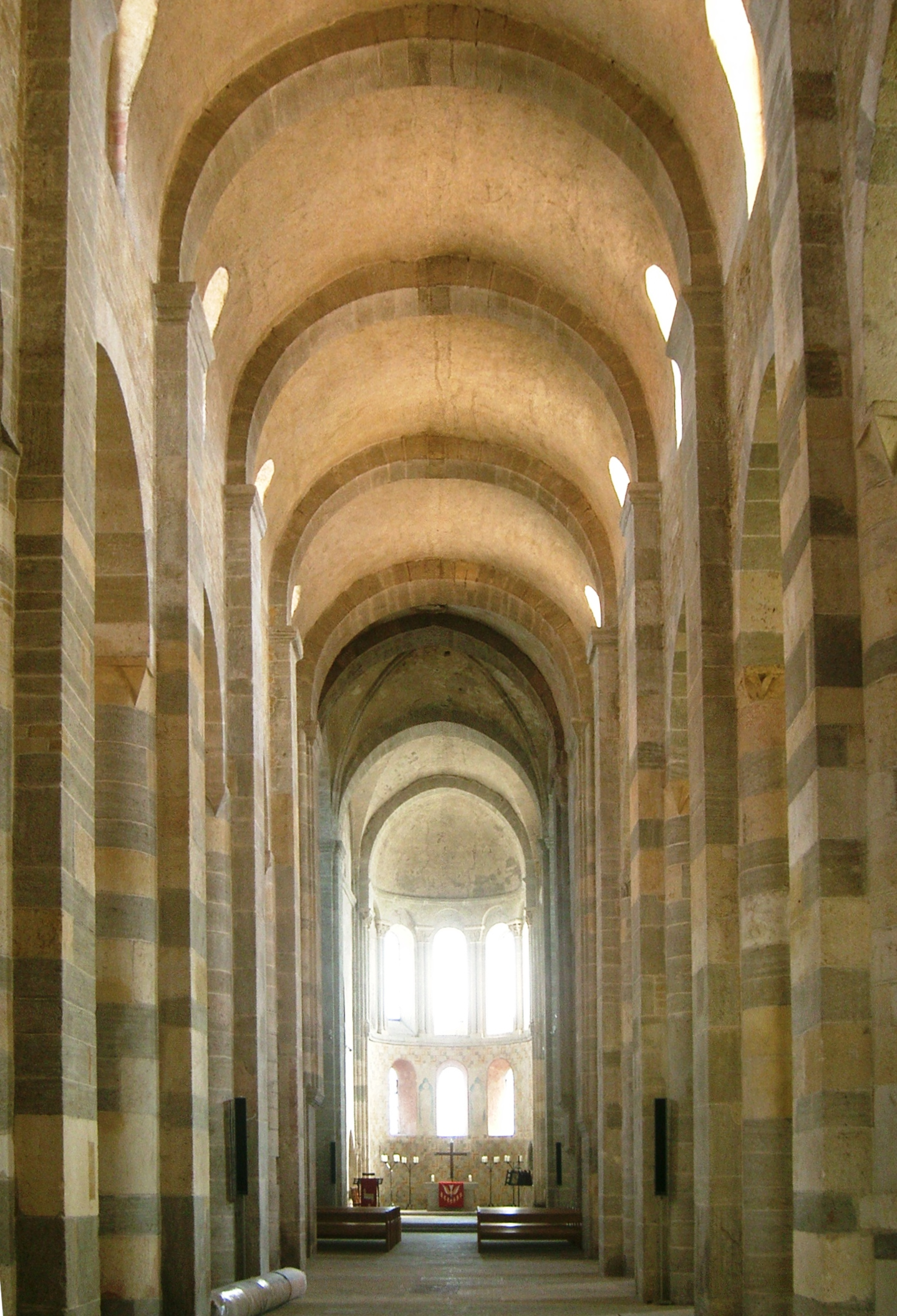
Nawa środkowa kościoła
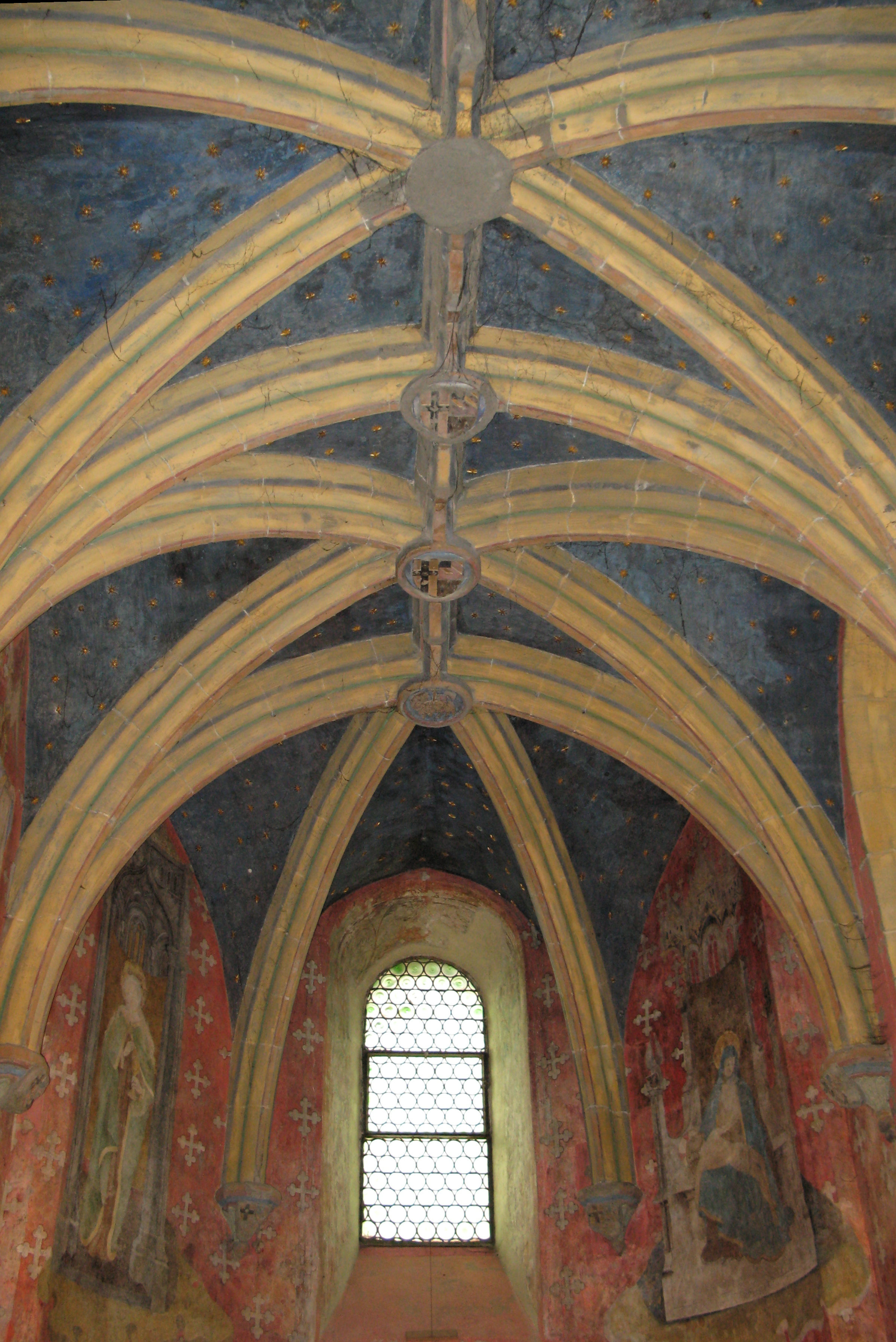
Freski w kaplicy
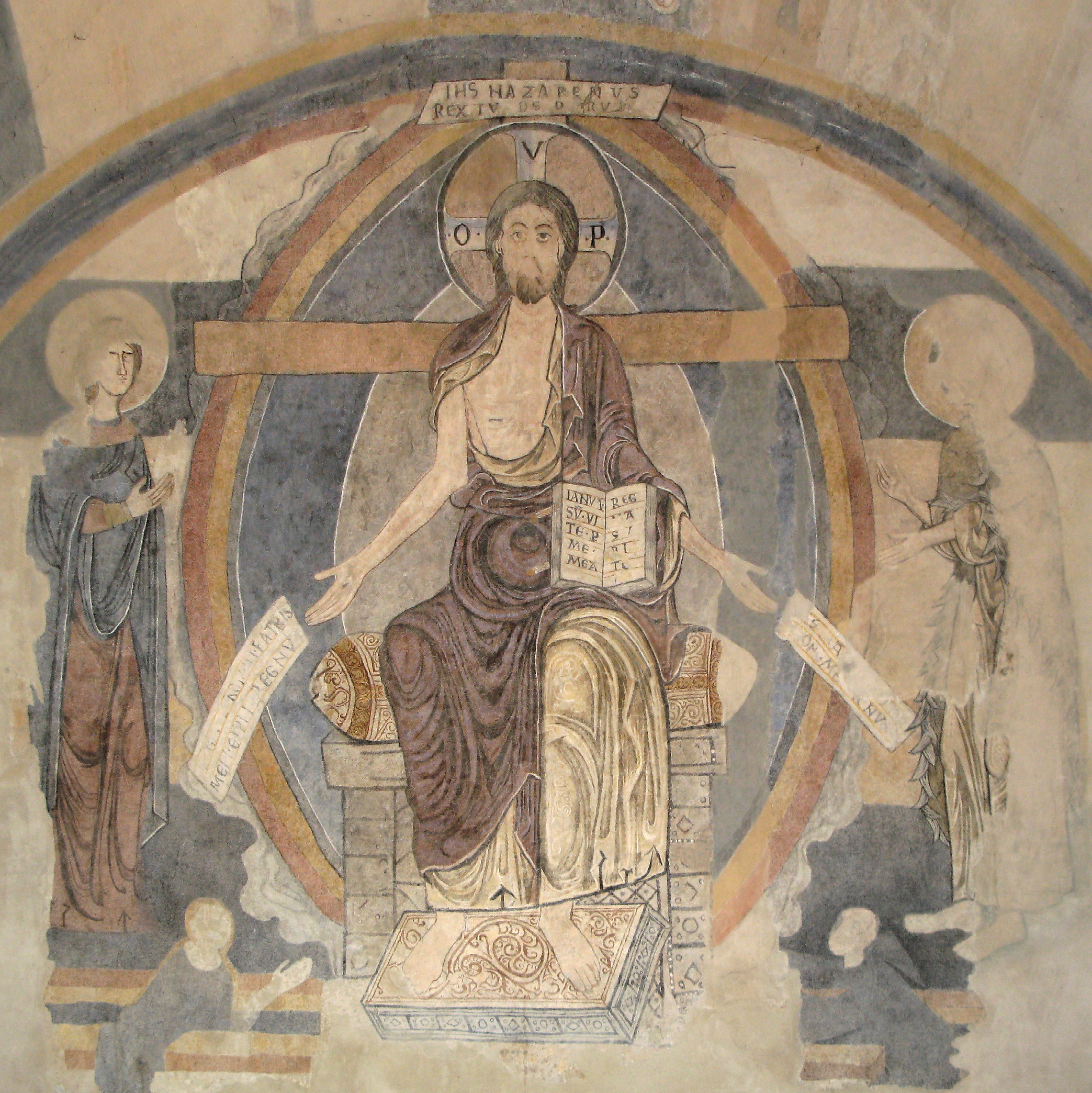
Fresk